# ФК „Гронинген“
„Гронинген“ (на нидерландски: FC Groningen) е нидерландски футболен отбор от едноименния град. Основан е на 16 юни 1971 г. Дългогодишен член на холандската Ередивиси. Един от най-известните футболисти, играли за клуба, е Ариен Робен.

## Успехи
- Първи клас (до 1955) / Висша дивизия (след 1956)-Ередивиси:
  -  Бронзов медал (1): 1990/91
- Купа на Нидерландия:
  -  Носител (1): 2014/15
    -  Финалист (1): 1988/89
- Суперкупа на Нидерландия:
  -  Финалист (1): 2015